# خورشید سفید بیابان
خورشید سفید بیابان (روسی: Белое солнце пустыни) فیلمی در ژانر وسترن، جنگی و اوسترن به کارگردانی ولادیمیر موتیل است که در سال ۱۹۷۰ منتشر شد. از بازیگران آن می‌توان به آناتولی بوریسوویچ کوزنتسوف، اسپارتاک میشولین و پاول لوسپکایف اشاره کرد.